# آدليكون
آدليكون (بالألمانية: Adlikon) هي إحدى بلديات مقاطعة أندلفينغن في كانتون زيورخ في سويسرا. تبلغ مساحتها 6.71 كيلومتر مربع، ويقدر عدد سكانها بـ 665 نسمة (حسب تعداد ديسمبر 2017).